# Кхан, Сайра
Са́йра Кхан (англ. Saira Khan; 15 мая 1970, Лонг-Итон, Дербишир, Англия, Великобритания) — британская журналистка и телеведущая.

## Биография
Родилась 15 мая 1970 года в Лонг-Итоне (графство Дербишир, Англия, Великобритания) в мусульманской семье. Отец Сайры умер в 1998 году.
Хан участвовала в разных проектах на британском телевидении. В 2006 году вела «Temper Your Temper» на «Би-би-си», программу об управлении гневом. Представила несколько документальных фильмов для «Би-би-си», включая «Пакистанские приключения Сайр Кхан».
С 2004 года замужем за Стивом Хайдом, с которым она встречалась два года до их свадьбы. У супругов есть двое детей — сын Закария Хайд (род. в мае 2008) и приёмная дочь Амара Хайд (род. в марте 2011).